# Mouvement démocratique - Géorgie unie

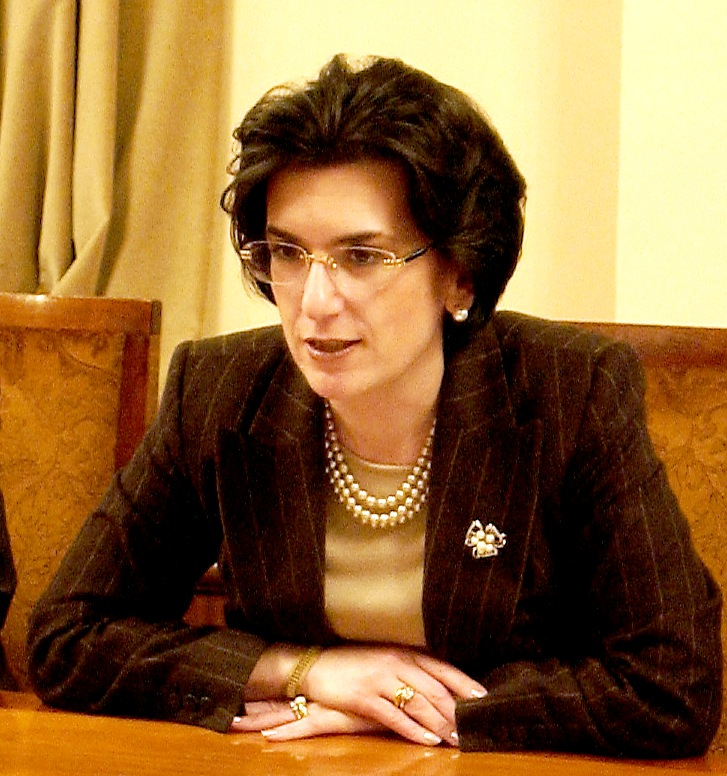
Nino Burjanadze, fondatrice du Mouvement démocratique – Géorgie Unie

Le Mouvement démocratique – Géorgie unie (en géorgien : დემოკრატიული მოძრაობა — ერთიანი საქართველო) est un parti politique géorgien de centre droit, d'orientation russophile, fondé en 2008.

## Historique et positions politiques
Le Mouvement démocratique – Géorgie unie est fondé le 23 novembre 2008 en tant que parti politique de centre droit. Il prône une politique étrangère équilibrée entre la Russie d'une part, l'OTAN et l'Union européenne d'autre part. Les déclarations et les voyages à Moscou de sa présidente, dans le contexte des suites de la guerre russo-géorgienne d'août 2008, lui donnent une réputation de parti pro-russe,.   
Opposé à la politique de Mikheil Saakachvili, il s'allie à d'autres partis de l'opposition lors des manifestations du 26 mai 2011 demandant la démission présidentielle. 

## Résultats électoraux
Lors de l'élection présidentielle du 27 octobre 2013, la candidate du Mouvement démocratique – Géorgie unie, Nino Bourdjanadze, obtient 10,19 % des suffrages exprimés. 
Lors des élections locales du 15 juin 2014, le mouvement s'allie à d'autres partis d'opposition et recueille 10,23 % des voix et sera représenté dans 28 sur 1 049 municipalités au total. 
Lors des élections législatives du 8 octobre 2016, il recueille 3,36 % des suffrages exprimés au scrutin proportionnel plurinominal, sous le seuil électoral de 5 % nécessaire pour obtenir des représentants. Parallèlement, au scrutin majoritaire uninominal, aucun de ses candidats n'est en mesure de gagner au second tour. Il n'est donc pas représenté au sein du Parlement.  